# Psenuc vesporum
Espèce
Synonymes
- Pseudicius vesporum Prószyński, 1992

Psenuc vesporum est une espèce d'araignées aranéomorphes de la famille des Salticidae.

## Distribution
Cette espèce est endémique de Mindanao aux Philippines,.

## Description
La carapace du mâle holotype mesure 2,50 mm de long sur 1,81 mm et l'abdomen 2,25 mm de long et la carapace de la femelle paratype mesure 2,75 mm de long sur 2,06 mm et l'abdomen 2,50 mm de long.

## Publication originale
- Prószyński, 1992 : Salticidae (Araneae) of the Old World and Pacific Islands in several US collections. Annales zoologici, Warszawa, vol. 44, p. 87-163.